# Сурвајвор (САД)
Survivor је америчка верзија Сурвајвор ријалити-шоуа. Први пут је емитован маја 2000. године. Марк Бурнет је продуцент америчке верзије. Водитељ шоуа је амерички новинар, Џеф Пробст. Телевизија CBS емитује сваку сезону.
Шоу одваја непознате особе од цивилизације и поставља их у дивљину у разним деловима света. Тамо они сами морају пронаћи храну, ватру, воду и сл. Сваки дан се такмиче за награде, али епизоде које се емитују, споје сва три дана, како би личило на једну епизоду (тада и један такмичар испада).

## АмеричкеСурвајворсезоне
| #  | Име                                           | Локаација                                                           | Оригинална племена                                                                          | Победник           | Друго(треће) место | Друго(треће) место  | Гласови |
| -- | --------------------------------------------- | ------------------------------------------------------------------- | ------------------------------------------------------------------------------------------- | ------------------ | ------------------ | ------------------- | ------- |
| 1  | Survivor: Borneo                              | Пулау Тига, Саба, Малезија                                          | Два племена по осморо такмичара                                                             | Ричард Хеч         | Кели Винглсворт    | Кели Винглсворт     | 4-3     |
| 2  | Survivor: The Australian Outback              | Река Херберт Квинсленд, Аустралија                                  | Два племена по осморо такмичара                                                             | Тина Весон         | Колби Даналдсон    | Колби Даналдсон     | 4-3     |
| 3  | Survivor: Africa                              | Шаба Национални Резерват, Кенија                                    | Два племена по осморо такмичара                                                             | Итан Зон           | Ким Џонсон         | Ким Џонсон          | 5-2     |
| 4  | Survivor: Marquesas                           | Нуку Хива, Острва Маркиз, Француска Полинезија                      | Два племена по осморо такмичара                                                             | Весепија Тауери    | Нелија Денис       | Нелија Денис        | 4-3     |
| 5  | Survivor: Thailand                            | Ко Тарутао, Провинција Сатун, Тајланд                               | Два племена од по осморо такмичара, бирана од стране двоје најстаријих такмичара            | Брајан Хајдик      | Клеј Џордан        | Клеј Џордан         | 4-3     |
| 6  | Survivor: The Amazon                          | Рио Негро, Амазонија, Бразил                                        | Два племена подељена по половима (мушки и женски)                                           | Џена Мораска       | Метју Вон Ертфелда | Метју Вон Ертфелда  | 6-1     |
| 7  | Survivor: Pearl Islands                       | Бисерна Острва, Панама                                              | Два племена од по осам такмичара                                                            | Сандра Дијаз-Твајн | Лилијан Морис      | Лилијан Морис       | 6-1     |
| 8  | Survivor: All-Stars                           | Бисерна Острва, Панама                                              | Три племена од по шест играча из прошлих сезона                                             | Амбер Бркич        | Роб Маријано       | Роб Маријано        | 4-3     |
| 9  | Survivor: Vanuatu – Islands of Fire           | Ефате, Провинција Шефа, Вануату                                     | Два племена од по деветоро такмичара, подељени по половима                                  | Крис Доерти        | Твајла Танер       | Твајла Танер        | 5-2     |
| 10 | Survivor: Palau                               | Корор, Палау, Микронезија                                           | Два племена од по девет играча, али прва два такмичара су испала без уласка у племе         | Том Вестман        | Кејти Галагер      | Кејти Галагер       | 6-1     |
| 11 | Survivor: Guatemala – The Maya Empire         | Лагуна Јакса, Јакса-Накум-Наранџо Национални Парк, Петен, Гватемала | Два племена од по девет тамичара                                                            | Дени Боутрајт      | Стефани Лагроса    | Стефани Лагроса     | 6-1     |
| 12 | Survivor: Panama – Exile Island               | Бисерна Острва, Панама                                              | Четири племена бирана од стране четири најстарија такмичара (девет особа у једном)          | Арас Башкоскас     | Данијела Дилорензо | Данијела Дилорензо  | 5-2     |
| 13 | Survivor: Cook Islands                        | Аитутаки, Кукова Острва                                             | Четири племена подељена по националности                                                    | Јул Квон]          | Ози Ласт           | Беки Ли             | 5-4-0   |
| 14 | Survivor: Fiji                                | Макуата, Вануа Леву, Фиџи                                           | Два племена од по девет такмичара                                                           | Ерл Кол            | Касандра Френклин  | Дру Херд            | 9-0-0   |
| 15 | Survivor: China                               | Резервоар Зелин, Јујанг, Јангзи, Кина                               | Два племена од по осморо такмичара                                                          | Тод Херзог         | Кортни Јејтс       | Аманда Кимел        | 4-2-1   |
| 16 | Survivor: Micronesia – Fans vs. Favorites     | Корор, Палау, Микронезија                                           | Два племена од по осморо такмичара: фанови против популарних такмичара током прошлих сезона | Парвати Шалоу      | Аманда Кимел       | Аманда Кимел        | 5-3     |
| 17 | Survivor: Gabon – Earth's Last Eden           | Вонга-Вонгу Председнички Резерват, Естуаире, Габон                  | Два племена од по деветоро, бирани од стране најстаријих такмичара                          | Роберт Краули      | Сузи Смит          | Џесика Кајпер       | 4-3-0   |
| 18 | Survivor: Tocantins – The Brazilian Highlands | Јалапао, Токатини, Бразил                                           | Два племена од по осморо такмичара                                                          | Џејмс Томас млађи  | Стивен Фишбак      | Стивен Фишбак       | 7-0     |
| 19 | Survivor: Samoa                               | Уполу, Самоа                                                        | Два племена од по десеторо такмичара                                                        | Натали Вајт        | Расел Ханц         | Мик Триминг         | 7-2-0   |
| 20 | Survivor: Heroes vs. Villains                 | Уполу, Самоа                                                        | Два племена од по десеторо такмичара из прошлих сезона, названи `хероји` и `негативци`      | Сандра Дијаз-Твајн | Парвати Шалоу      | Расел Ханц          | 6-3-0   |
| 21 | Survivor: Nicaragua                           | Сан Хуан дел Сур, Никарагва                                         | Два племена од по десеторо такмичара, изабрани од стране оних најстаријих                   | Џад „Фабио“ Берза  | Чејс Рајс          | Метју „Сеш“ Линахан |         |